# Spad drukarski

Znaczniki drukarskie na stronie przygotowanej do wydruku w formacie A6 (148x105).
Legenda: 1. pasery, 2. paski koloru, 3. informacje o stronie, 4. znaczniki cięcia, 5. znaczniki spadu.

Spad drukarski – obszar druku, który wychodzi poza krawędź ostatecznej publikacji. Spad gwarantuje, że obszar druku będzie dochodził do samej krawędzi po przycięciu arkusza. Wielkość spadu może być różna (trzeba ustawić ją w zależności od konkretnej maszyny) zazwyczaj jest to 3-5 mm.